# Lista siturilor arheologice din județul Sibiu - T
Lista siturilor arheologice din județul Sibiu - T conține toate siturile arheologice din județul Sibiu înscrise în Repertoriul Arheologic Național (RAN) și aflate în localități al căror nume începe cu litera T. RAN este administrat de Ministerul Culturii și Patrimoniului Național și cuprinde date științifice, cartografice, topografice, imagini și planuri, precum și orice alte informații privitoare la zonele cu potențial arheologic, studiate sau nu, încă existente sau dispărute.
Puteți căuta un sit din localitățile care încep cu litera T folosind formularul de mai jos sau puteți naviga prin toate siturile din județ la Lista siturilor arheologice din județul Sibiu.
| Cod RAN                                   | Denumire | Localitate                        | Adresă                      | Datare            | Descoperit | Coordonate | Imagine           | Erori            |
| ----------------------------------------- | --- | --------------------------------- | --------------------------- | ----------------- | ---------- | ---------- | ----------------- | ---------------- |
| 145916.01.01 (Cod LMI: SB-I-m-A-12008.03) | Situl arheologic de la Tilișca - "Dealul Căținaș" / ansamblu anonim (Categorie: locuire civilă) (Tip: Locuire)                             | sat Tilișca, comuna Tilișca       | Dealul Căținaș              |                   | 1959-1965  |            | Încărcați imagine | Raportați eroare |
| 145916.01.02 (Cod LMI: SB-I-m-A-12008.01) | Situl arheologic de la Tilișca - "Dealul Căținaș" / ansamblu anonim (Categorie: locuire civilă) (Tip: Locuire)                             | sat Tilișca, comuna Tilișca       | Dealul Căținaș              |                   | 1959-1965  |            | Încărcați imagine | Raportați eroare |
| 145916.01.03 (Cod LMI: SB-I-m-A-12008.02) | Situl arheologic de la Tilișca - "Dealul Căținaș" / ansamblu Cetate dacică cu două turnuri (Categorie: locuire civilă) (Tip: Cetate)       | sat Tilișca, comuna Tilișca       | Dealul Căținaș              | geto-dacică       | 1959-1965  |            | Încărcați imagine | Raportați eroare |
| 145916.02.02 (Cod LMI: SB-I-s-B-12009)    | Cetatea medievală de la Tilișca - "Dealul Căținaș" / ansamblu anonim (Categorie: locuire civilă) (Tip: Așezare)                            | sat Tilișca, comuna Tilișca       | Dealul Căținaș              | Wietenberg        |            |            | Încărcați imagine | Raportați eroare |
| 145916.02.01 (Cod LMI: SB-I-s-B-12009)    | Cetatea medievală de la Tilișca - "Dealul Căținaș" / ansamblu anonim (Categorie: locuire civilă) (Tip: Cetate)                             | sat Tilișca, comuna Tilișca       | Dealul Căținaș              | sec. al XII-lea   |            |            | Încărcați imagine | Raportați eroare |
| 143655.01.06 (Cod LMI: SB-I-m-B-12005.04) | Situl arheologic de la Târnava - Platoul Burg - Cetate / ansamblu anonim (Categorie: locuire) (Tip: Așezare)                               | sat Târnava, comuna Târnava       | Platoul Burg - Cetate       | Starčevo - Criș   |            |            | Încărcați imagine | Raportați eroare |
| 143655.01.07 (Cod LMI: SB-I-s-B-12005)    | Situl arheologic de la Târnava - Platoul Burg - Cetate / ansamblu anonim (Categorie: locuire) (Tip: Așezare)                               | sat Târnava, comuna Târnava       | Platoul Burg - Cetate       | Petrești          |            |            | Încărcați imagine | Raportați eroare |
| 143655.01.01 (Cod LMI: SB-I-s-B-12005)    | Situl arheologic de la Târnava - Platoul Burg - Cetate / ansamblu anonim (Categorie: locuire) (Tip: Sit)                                   | sat Târnava, comuna Târnava       | Platoul Burg - Cetate       |                   |            |            | Încărcați imagine | Raportați eroare |
| 143655.01.03 (Cod LMI: SB-I-m-B-12005.03) | Situl arheologic de la Târnava - Platoul Burg - Cetate / ansamblu anonim (Categorie: locuire) (Tip: Grup de morminte)                      | sat Târnava, comuna Târnava       | Platoul Burg - Cetate       |                   |            |            | Încărcați imagine | Raportați eroare |
| 143655.01.04 (Cod LMI: SB-I-m-B-12005.02) | Situl arheologic de la Târnava - Platoul Burg - Cetate / ansamblu anonim (Categorie: locuire) (Tip: Fortificație cu două valuri de pământ) | sat Târnava, comuna Târnava       | Platoul Burg - Cetate       | sec. V - VII      |            |            | Încărcați imagine | Raportați eroare |
| 143655.01.05 (Cod LMI: SB-I-m-B-12005.01) | Situl arheologic de la Târnava - Platoul Burg - Cetate / ansamblu anonim (Categorie: locuire) (Tip: Fortificație de pământ)                | sat Târnava, comuna Târnava       | Platoul Burg - Cetate       | sec. VIII - XIII  |            |            | Încărcați imagine | Raportați eroare |
| 143655.02.01 (Cod LMI: SB-I-s-B-12006)    | Situl arheologic de la Târnava - Mihăuți / ansamblu anonim (Categorie: locuire civilă) (Tip: Sit)                                          | sat Târnava, comuna Târnava       | Mihăuți                     |                   |            |            | Încărcați imagine | Raportați eroare |
| 143655.02.02 (Cod LMI: SB-I-m-B-12006.05) | Situl arheologic de la Târnava - Mihăuți / ansamblu anonim (Categorie: locuire civilă) (Tip: Așezare)                                      | sat Târnava, comuna Târnava       | Mihăuți                     |                   |            |            | Încărcați imagine | Raportați eroare |
| 143655.02.03 (Cod LMI: SB-I-m-B-12006.04) | Situl arheologic de la Târnava - Mihăuți / ansamblu anonim (Categorie: locuire civilă) (Tip: Așezare)                                      | sat Târnava, comuna Târnava       | Mihăuți                     |                   |            |            | Încărcați imagine | Raportați eroare |
| 143655.02.04 (Cod LMI: SB-I-m-B-12006.03) | Situl arheologic de la Târnava - Mihăuți / ansamblu anonim (Categorie: locuire civilă) (Tip: Așezare)                                      | sat Târnava, comuna Târnava       | Mihăuți                     |                   |            |            | Încărcați imagine | Raportați eroare |
| 143655.02.05 (Cod LMI: SB-I-m-B-12005.02) | Situl arheologic de la Târnava - Mihăuți / ansamblu anonim (Categorie: locuire civilă) (Tip: Așezare)                                      | sat Târnava, comuna Târnava       | Mihăuți                     | sec. IV           |            |            | Încărcați imagine | Raportați eroare |
| 143655.02.06 (Cod LMI: SB-I-m-B-12006.01) | Situl arheologic de la Târnava - Mihăuți / ansamblu anonim (Categorie: locuire civilă) (Tip: Așezare)                                      | sat Târnava, comuna Târnava       | Mihăuți                     | sec. VII - VIII   |            |            | Încărcați imagine | Raportați eroare |
| 143655.03.01 (Cod LMI: SB-I-s-B-12007)    | Necropola din epoca migrațiilor de la Târnava - Palămor / ansamblu anonim (Categorie: descoperire funerară) (Tip: Necropolă)               | sat Târnava, comuna Târnava       | Palămor                     | sec. VII - VIII   |            |            | Încărcați imagine | Raportați eroare |
| 145943.01                                 | Măciucă eneolitică de la Turnu Roșu (Categorie: descoperire izolată) (Tip: obiect izolat)                                                  | sat Turnu Roșu, comuna Turnu Roșu |                             |                   |            |            | Încărcați imagine | Raportați eroare |
| 145890.01.01 (Cod LMI: SB-II-m-A-12568)   | Biserica "Cuvioasa Paraschiva" din Tălmăcel / ansamblu anonim (Categorie: structură de cult/religioasă) (Tip: Biserică)                    | sat Tălmăcel, oraș Tălmaciu       | str. Bisericii 275          | sec. al XVIII-lea |            |            | Încărcați imagine | Raportați eroare |
| 145916.03.01 (Cod LMI: SB-II-m-B-12572)   | Biserica "Sf. Arhangheli Mihail și Gavril" / ansamblu anonim (Categorie: structură de cult/religioasă) (Tip: Biserică)                     | sat Tilișca, comuna Tilișca       | str. Vale 550               | sec. al XVIII-lea |            |            | Încărcați imagine | Raportați eroare |
| 145943.03.01                              | Biserica "Sf. Nicolae" din Turnu Roșu / ansamblu anonim (Categorie: structură de cult/religioasă) (Tip: Biserică)                          | sat Turnu Roșu, comuna Turnu Roșu | str. Bisericii 75           | sec. al XVII-lea  |            |            | Încărcați imagine | Raportați eroare |
| 145836.01.01                              | Cetatea de la Tălmaciu - Landskrone / ansamblu anonim (Categorie: fortificație) (Tip: Cetate)                                              | oraș Tălmaciu                     | Landskrone                  | sec.XIV-XVIII     |            |            | Încărcați imagine | Raportați eroare |
| 145890.02.01                              | Fortificația medievală de la Tălmăcel - La Turn / ansamblu anonim (Categorie: fortificație) (Tip: Fortificație)                            | sat Tălmăcel, oraș Tălmaciu       | La Turn                     | sec. XV           |            |            | Încărcați imagine | Raportați eroare |
| 143655.05.01                              | Așezarea neolitică de la Târnava - La Ștejăriș / ansamblu anonim (Categorie: locuire) (Tip: așezare)                                       | sat Târnava, comuna Târnava       | La Stejăriș                 | Starcevo - Criș   | 1948       |            | Încărcați imagine | Raportați eroare |
| 143655.05.02                              | Așezarea neolitică de la Târnava - La Ștejăriș / ansamblu anonim (Categorie: locuire) (Tip: așezare)                                       | sat Târnava, comuna Târnava       | La Stejăriș                 | Petrești          | 1948       |            | Încărcați imagine | Raportați eroare |
| 143655.06.01                              | Așezarea neolitică de la Târnava / ansamblu anonim (Categorie: locuire) (Tip: așezare)                                                     | sat Târnava, comuna Târnava       |                             | Petrești          |            |            | Încărcați imagine | Raportați eroare |
| 145943.02.01                              | Mănăstirea ortodoxă de la Turnu Roșu - Valea Caselor în Curechiuri / ansamblu anonim (Categorie: edificiu de cult) (Tip: Mănăstire)        | sat Turnu Roșu, comuna Turnu Roșu | Valea Caselor în Curechiuri |                   |            |            | Încărcați imagine | Raportați eroare |
| 145943.04.01                              | Cetatea Lotrioara de la Turnu Roșu / ansamblu anonim (Categorie: fortificație) (Tip: Cetate)                                               | sat Turnu Roșu, comuna Turnu Roșu |                             |                   |            |            | Încărcați imagine | Raportați eroare |
| 145943.05.01                              | Turnul Turnu-Roșu de la Turnu Roșu / ansamblu anonim (Categorie: fortificație) (Tip: Turn)                                                 | sat Turnu Roșu, comuna Turnu Roșu |                             | sec. XV           |            |            | Încărcați imagine | Raportați eroare |